# Фэр, Артур Первес
Сэр Артур Первес Фэр (англ. Arthur Purves Phayre; 7 мая 1812 — 14 декабря 1885) — офицер Британской Индийской армии, колониальный чиновник, писатель.
Родился в 1812 году в Шрусбери. В 1828 году вступил в Британскую Индийскую армию. В 1846 году был назначен помощником комиссара бирманской провинции Тенассерим. В 1849 году стал комиссаром бирманской провинции Аракан. После начала второй англо-бирманской войны был в 1852 году назначен комиссаром провинции Пегу.
В 1862 году Артур Фэр был произведён в подполковники и назначен главным комиссаром всей Британской Бирмы. В 1864 году стал кавалером ордена Бани. В 1867 году завершил пребывание в должности главного комиссара Британской Бирмы и стал рыцарем-командором ордена Звезды Индии. В 1871 году был произведён в генерал-майоры, в 1873 — в генерал-лейтенанты. 
В 1874 году был назначен на должность губернатора Маврикия. В 1878 году завершил пребывание в должности, стал рыцарем Великого Креста ордена Святого Михаила и Святого Георгия, вышел в отставку и поселился в Брее. В 1883 году написал первую стандартную «Историю Бирмы».
Артур Фэр увековечен в названиях ряда животных и птиц Юго-Восточной Азии:
- Trachypithecus phayrei
- Hylopetes phayrei
- Callosciurus phayrei
- Pitta phayrei
- Manouria emys phayrei
- Treron phayrei